# 高木曲線
高木曲線（たかぎきょくせん、Takagi curve）は、中点を再帰的に分割してできるフラクタル曲線の一種である。高木貞治が1903年の論文で「連続だが至る所で微分不可能な関数」（高木関数）として構成した。
形状が洋菓子ブラン・マンジェ（ブラマンジェ）に類似していることから、ブラマンジェ曲線（Blancmange curve）とも呼ばれる。また、高木曲線を一般化した高木‐ランズバーグ曲線（Takagi–Landsberg curve）という名前でも知られている。ドラム曲線の一種でもある。

## 定義
高木関数は、単位区間 {\displaystyle [0,1]} 上で
{\displaystyle {\rm {T}}(x)=\sum _{n=0}^{\infty }{s(2^{n}x) \over 2^{n}},}
により定義される。ここで、 {\displaystyle s(x)} は {\displaystyle s(x)=\min _{n\in {\mathbf {Z} }}|x-n|} により定義される三角波関数（triangle function）である。すなわち、 {\displaystyle s(x)} は x から最も近い整数までの距離を示す。
無限和で定義される {\displaystyle {\rm {T}}(x)} は、すべての x に対し絶対収束する。しかし、結果としてできる曲線はフラクタルとなる。
高木‐ランズバーグ曲線は、高木曲線の簡単な一般化であり、パラメータ w に対して
{\displaystyle T_{w}(x)=\sum _{n=0}^{\infty }w^{n}s(2^{n}x)}
により定義される。すなわち、高木曲線は {\displaystyle w={\frac {1}{2}}} の場合に相当する。{\displaystyle H=-\log _{2}w} で定義される値はHurst parameterとして知られている。ここで、 {\displaystyle w={\frac {1}{4}}} とすると、放物線が得られる。中点を再帰的に分割して放物線を得る方法はアルキメデスにより記述されている。
高木関数はすべての実数上に拡張できる。すなわち、上記の定義を各単位区間 {\displaystyle [n,\ n+1]} 上で繰り返せばよい。

## 幾何的構成
前述のように高木曲線は三角波関数の無限和であり、その和の成分である各の三角波はどんどん小さくなるので、簡単に視覚化できる。すなわち、無限和を、最初の数項による有限和で近似すればよい。具体的に示したものが下記の図である。赤色で示されている三角波関数が段階的に小さくなっているが、それを各段階で曲線に加えている。操作的には、図の大きさに応じて変化が見られるうちはこれを繰返し、変化が見られなくなったら止めればよい。
|       |       |       |       |
| n = 0 | n ≤ 1 | n ≤ 2 | n ≤ 3 |